# Carlstadt
Carlstadt és una població dels Estats Units a l'estat de Nova Jersey. Segons el cens del 2009 tenia 6.059 habitants.

## Demografia
Segons el cens del 2000, Carlstadt tenia 5.917 habitants, 2.393 habitatges, i 1.593 famílies. La densitat de població era de 578,4 habitants/km².
Dels 2.393 habitatges en un 25,7% hi vivien nens de menys de 18 anys, en un 51,9% hi vivien parelles casades, en un 10,8% dones solteres, i en un 33,4% no eren unitats familiars. En el 26,4% dels habitatges hi vivien persones soles el 9,6% de les quals corresponia a persones de 65 anys o més que vivien soles. El nombre mitjà de persones vivint en cada habitatge era de 2,47 i el nombre mitjà de persones que vivien en cada família era de 3,04.
Per edats la població es repartia de la següent manera: un 19% tenia menys de 18 anys, un 7,7% entre 18 i 24, un 34% entre 25 i 44, un 24% de 45 a 60 i un 15,3% 65 anys o més.
L'edat mediana era de 39 anys. Per cada 100 dones de 18 o més anys hi havia 92,4 homes.
La renda mediana per habitatge era de 55.058 $ i la renda mediana per família de 62.040 $. Els homes tenien una renda mediana de 46.540 $ mentre que les dones 36.804 $. La renda per capita de la població era de 28.713 $. Aproximadament el 3,1% de les famílies i el 6,1% de la població estaven per davall del llindar de pobresa.

## Poblacions més properes
El següent diagrama mostra les poblacions més properes.